# Фохт (дворянский род)
Фохт (нем. von Vogt, von Vogdt) — несколько дворянских родов.

## РодИвана Фохта
Иван Фохт, коллежский советник, жалован дипломом на потомственное дворянское достоинство. Диплом не был выдан поименованному лицу или его наследникам вплоть до 1 июня 1911 года.

### Описание герба
Щит поделён вертикально. В правой части, на золотом поле, расположено пальмовое дерево. Левая часть поделена диагонально, справа налево, на голубое и красное поля. Поверх них расположена серебряная сабля, указывающая остриём в правый верхний угол.
Над щитом размещен дворянский коронованный шлем. Нашлемник: павлин с распущенными крыльями и хвостом. Намёт голубой, подложен золотом. Герб Фохтов внесён в Часть 15 Сборника дипломных гербов Российского Дворянства, невнесённых в Общий Гербовник, стр. 26. Герб пожалован 16 марта 1826 года.

## Род Рихарда Фохта
Определением Правительствующего сената от 6 февраля 1884 года Рихард Августович Фохт, выслуживший чин действительного статского советника, был признан в потомственном дворянском достоинстве с правом на внесение в III часть дворянской родословной книги.